# Hofje van Mevrouw Van Aerden

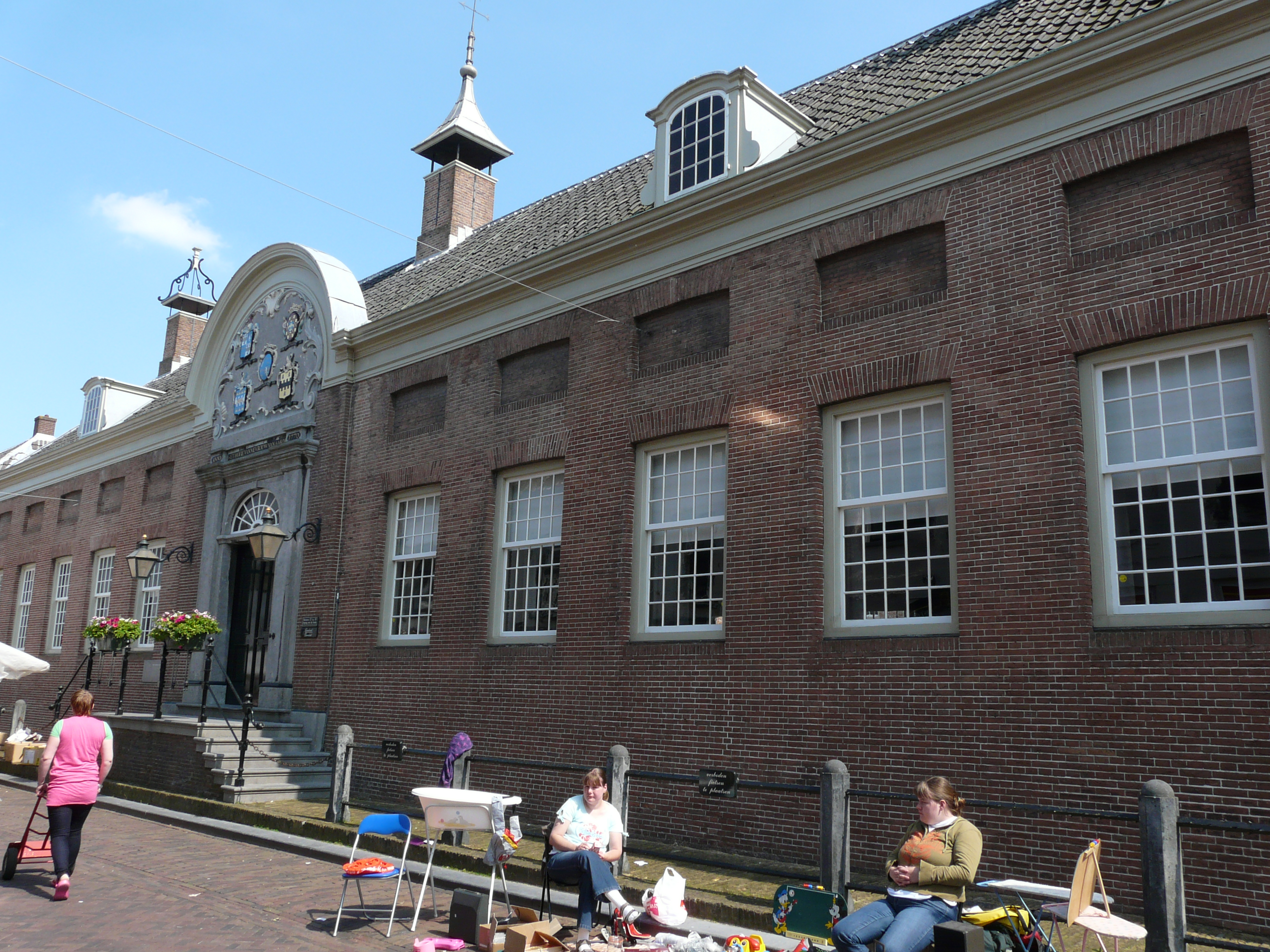
Hofje van Mevrouw Van Aerden

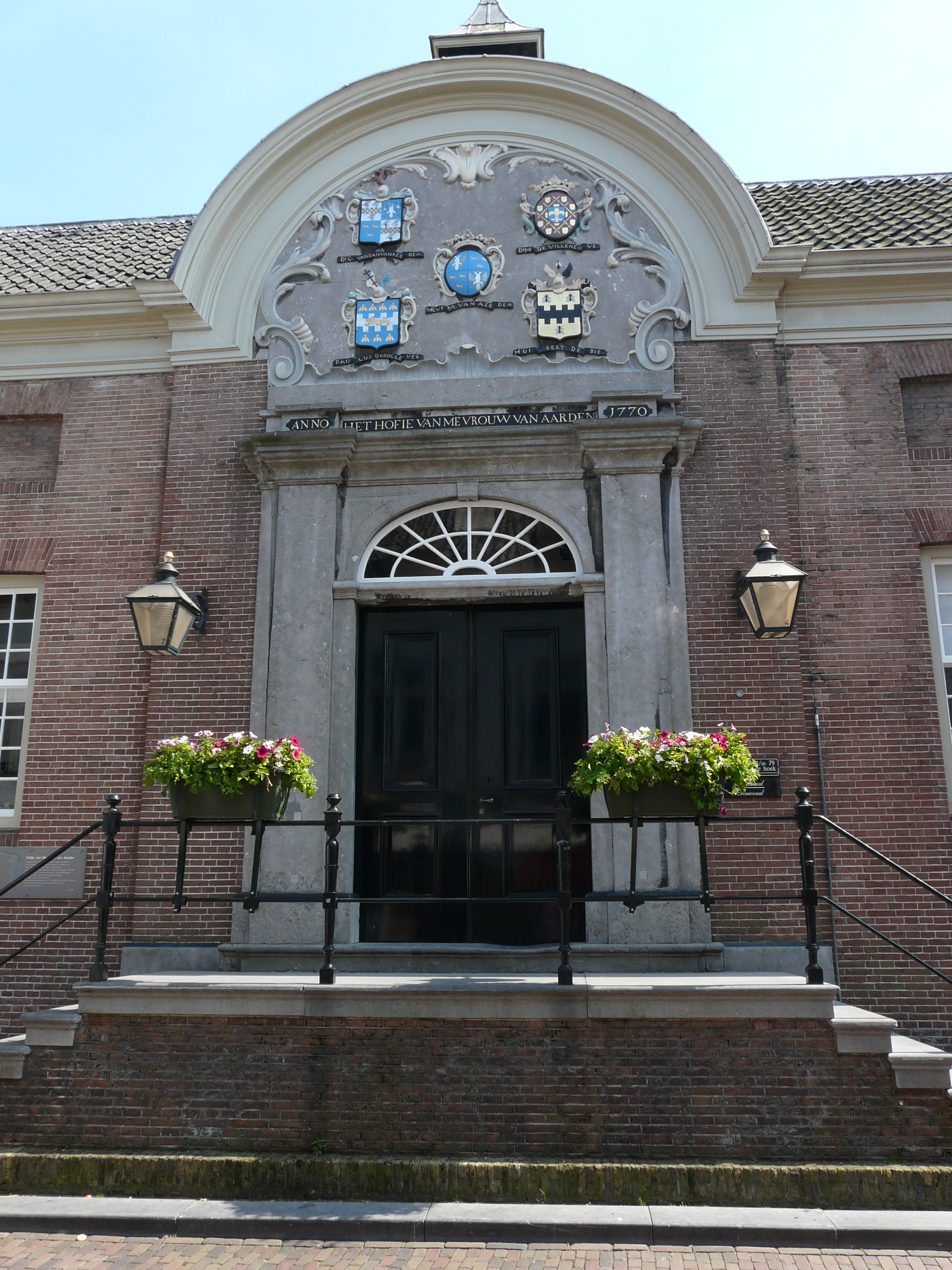
Ingang

Het Hofje van Mevrouw Van Aerden is een hofje en museum in de stad Leerdam in de Nederlandse provincie Utrecht (tot 1 januari 2019 in de provincie Zuid-Holland).
Het hofje is gebouwd in 1770 naar aanleiding van het testament van de in 1764 op 92-jarige leeftijd overleden Maria Ponderus, weduwe van Pieter van Aerden. Nog altijd biedt het huisvesting aan ongehuwde, protestantse dames. In de regentenkamer hangen diverse schilderijen uit de nalatenschap van Maria Ponderus.
Maria Ponderus had in haar testament bepaald dat het hofje gesticht moest worden, omdat haar drie kinderen kinderloos gestorven waren, en zij hen alle drie overleefd had. Hoewel zij zelf altijd in Den Haag gewoond had, is het hofje in Leerdam gesticht, omdat een belangrijke tak van de van Aerdens in Leerdam en omgeving woonde, en deze tak minder welvarend was dan de Haagse tak. Een andere reden was dat de Oranjes de grond waarop het kasteel van Leerdam gestaan had ter beschikking stelden.
Het hofje heeft de status van rijksmonument. Sinds 2007 is het hofje opengesteld als museum.
De niet bewoonde ruimten, zoals de Regentenkamer en de raadzaal, worden geregeld gebruikt voor bruiloften.

## Collectie
Toen Maria in 1764 overleed, was zij al 45 jaar weduwe. Haar man had haar een aanzienlijke verzameling 17de-eeuwse schilderijen nagelaten, die volgens de bepalingen in haar testament in de Regentenkamer van het in Leerdam te bouwen hofje geplaatst moest worden.
Twee schilderijen uit de collectie, een vroeg werk van Frans Hals en een werk van de landschapsschilder Jacob van Ruisdael, werden in 2011 gestolen. Op 2 november 2011 werden ze weer teruggevonden. Het werk van Frans Hals, Twee lachende jongens, was in 1988 ook al eens gestolen.
In 2020 werd het schilderij van Frans Hals voor de derde keer gestolen. Een jaar later werd een man veroordeeld tot acht jaar gevangenisstraf voor de diefstal van het schilderij, dat nog altijd niet terecht was.